# Непобеждённый (фильм, 2017)
Непобеждённый (англ. Unfallen) — первый фильм таджикского сценариста Джайхуна (Джеймса) Насими в Голливуде. Премьера фильма состоялась в Голливуде 30 июня 2017 года, в Таджикистане 28 октября 2017 года.

## Сюжет
История братьев Рустама и Сухроба, которых разлучает гражданская война в Таджикистане. Через несколько лет их пути пересекаются в Афганистане – один воюет на стороне талибов, другой – на стороне американских войск.

## Бюджет
Общий бюджет фильма составил примерно $650 тыс., помощь в сборе средств оказывали живущие в США таджики и две киностудии Лос-Анджелеса».